# إنريكي غارسيا هيرنان
إنريكي غارسيا هيرنان (بالإسبانية: Enrique García Hernán)‏ هو مؤرخ إسباني، ولد في 1964.